# Whiplash (film, 2014)
Whiplash (v anglickém originále Whiplash) je americký nezávislý dramatický film z roku 2014. Režie a scénáře se ujal Damien Chazelle. Ve snímku hrají hlavní role Miles Teller, J. K. Simmons a Paul Reiser.
Film měl premiéru na Filmovém festivalu Sundance 16. ledna 2014 a do kin byl oficiálně uveden 10. října 2014. Film získal pozitivní kritiku a vydělal přes 49 milionů dolarů.
Na 87. ročníku udílení Oskarů získal cenu za nejlepší střih, nejlepší zvuk a J. K. Simmons získal ocenění v kategorii nejlepší herec ve vedlejší roli.

## Obsazení
| Miles Teller     | Andrew Neiman    |
| J. K. Simmons    | Terence Fletcher |
| Paul Reiser      | Jim Neiman       |
| Melissa Benoist  | Nicole           |
| Austin Stowell   | Ryan Connolly    |
| Nate Lang        | Carl Tanner      |
| Chris Mulkey     | strýc Frank      |
| Damon Gupton     | pan Kramer       |
| Suanne Spoke     | teta Emma        |
| Jayson Blair     | Travis           |
| Kofi Siriboe     | Greg             |
| Kavita Patil     | Sophie           |
| April Grace      | Rachel Bornholdt |
| Henry G. Sanders | Red Henderson    |

## Produkce
Right of Way Films a Blumhouse Productions produkovali krátkometrážní film s Johnny Simmonsem a J. K. Simmonsem v hlavních rolích. 18 minutový film měl premiéru na Filmovém festivalu Sundance v roce 2013. Díky úspěchu krátkého filmu vznikla kompletní verze scénáře a projekt získal rozpočet 3,3 milionů dolarů. V srpnu 2013 získal roli Miles Teller a J.K. Simmons se znovu vrátil do role učitele. Film se natáčel 19 dní, s rozvrhem 14 hodin natáčení za den. Přesto, že se děj odehrává v New Yorku, natáčel se v Los Angeles.

## Přijetí
Film vydělal přes 13 milionů dolarů v Severní Americe a 35,9 milionů dolarů v ostatních oblastech, celkově tak vydělal přes 49 milionů dolarů po celém světě. Rozpočet filmu činil 3,3 miliony dolarů. V Severní Americe byl film uveden pouze v šesti kinech. Za první víkend vydělal 135 388 dolarů.

## Ocenění
Film získal ocenění poroty na Filmovém festivalu v Sundance v roce 2014. Hlavní cenu získal na 40. ročníku Deauville American Film Festival. Na 87. ročníku udílení Oskarů získal cenu za nejlepší střih, nejlepší zvuk a J. K. Simmons získal ocenění v kategorii nejlepší herec ve vedlejší roli. Nominován byl film v kategoriích nejlepší film a nejlepší adaptovaný scénář. V roce 2015 film získal nominaci na Grammy v nominaci na NME Award v kategorii nejlepší film.